# مسجد حاجي رفاعي باي
مسجد حاجي رفاعي باي (بالأذرية: Hacı Rüfai bəy məscidi، بالإنجليزية: Haji Rufai Bey Mosque، بالفارسية: مسجد حاجی روفای بیگ، بالفرنسية: Mosquée Hadji Rufai bey): هو مسجد يقع في جمهورية نخجوان الذاتية، أذربيجان. تم بناؤه في القرن الثامن عشر.